# Chayomte
Chayomte är en ort i Mexiko.   Den ligger i kommunen Aldama och delstaten Chiapas, i den sydöstra delen av landet, 700 km öster om huvudstaden Mexico City. Chayomte ligger 1 819 meter över havet och antalet invånare är 115.
Terrängen runt Chayomte är kuperad söderut, men norrut är den bergig. Terrängen runt Chayomte sluttar norrut. Runt Chayomte är det ganska tätbefolkat, med 166 invånare per kvadratkilometer. Närmaste större samhälle är Cancuc, 19,3 km öster om Chayomte. Omgivningarna runt Chayomte är en mosaik av jordbruksmark och naturlig växtlighet.